# ادوارد آبراهام
ادوارد پنلی آبراهام (انگلیسی: Edward Penley Abraham؛ ۱۰ ژوئن ۱۹۱۳ – ۸ مهٔ ۱۹۹۹) یک دانشمند در زمینه زیست‌شیمی اهل بریتانیا بود. 
وی همچنین برنده جوایزی همچون مدال پادشاهی شده است.